# Chionaema ugandana
Chionaema ugandana är en fjärilsart som beskrevs av Embrik Strand 1912. Chionaema ugandana ingår i släktet Chionaema och familjen björnspinnare. Inga underarter finns listade i Catalogue of Life.